# Temporada da NFL de 1959
A Temporada de 1959 da NFL foi a 40ª temporada regular da National Football League. Em 11 de Outubro de 1959, durante a partida entre Philadelphia Eagles e Pittsburgh Steelers no Franklin Field, Bert Bell, comissário da NFL, teve um infarto e faleceu aos 65 anos enquanto assistia a partida, em um hospital próximo pertencente a Universidade da Pensilvânia. O tesoureiro da liga, Austin Gunsel, foi nomeado comissário interino pelo resto da temporada. Neste ano, o Chicago Cardinals atuou pela última vez na cidade dos ventos, Chicago, antes de ser remanejada para St. Louis, Missouri.
O campeão da temporada foi decidido após um reencontro entre New York Giants e Baltimore Colts, que também se enfrentaram no ano anterior. A partida decisiva, do championship game, ocorreu no Memorial Stadium em Baltimore, Maryland no dia 27 de Dezembro de 1959 para 57,545 pessoas. E, novamente, o Baltimore Colts saiu vitorioso por 31 a 16.

## Draft
O Draft para aquela temporada foi realizado no dia 1 de Dezembro de 1958 e 21 de Janeiro de 1959. Ambas as rodadas, de 1 a 4, no primeiro dia e, de 5 a 30 no segundo ocorreram pelo segundo ano consecutivo no Warwick Hotel na Filadélfia, Pensilvânia. E, com a primeira escolha, o Green Bay Packers selecionou o quarterback, Randy Duncan da Universidade de Iowa.

## Classificação Final
Assim ficou a classificação final da National Football League em 1959:
P = Nº de Partidas, V = Vitórias, D = Derrotas, E = Empates, PCT = Porcentagem de vitória, DIV = Recorde de partidas da própria divisão, PF = Pontos a favor, PA = Pontos contra
| NFL Eastern Conference |    |    |   |      |     |     |     |
| Time                   | V  | D  | E | PCT  | DIV | PF  | PC  |
| New York Giants        | 10 | 2  | 0 | .833 | 8–2 | 284 | 170 |
| Philadelphia Eagles    | 7  | 5  | 0 | .583 | 6–4 | 268 | 278 |
| Cleveland Browns       | 7  | 5  | 0 | .583 | 6–4 | 270 | 214 |
| Pittsburgh Steelers    | 6  | 5  | 1 | .545 | 6–4 | 257 | 216 |
| Washington Redskins    | 3  | 9  | 0 | .250 | 2–8 | 185 | 350 |
| Chicago Cardinals      | 2  | 10 | 0 | .167 | 2–8 | 234 | 324 |

| NFL Western Conference |   |    |   |      |     |     |     |
| Time                   | V | D  | E | PCT  | DIV | PF  | PC  |
| Baltimore Colts        | 9 | 3  | 0 | .750 | 9–1 | 374 | 251 |
| Chicago Bears          | 8 | 4  | 0 | .667 | 6–4 | 252 | 196 |
| San Francisco 49ers    | 7 | 5  | 0 | .583 | 5–5 | 255 | 237 |
| Green Bay Packers      | 7 | 5  | 0 | .583 | 6–4 | 248 | 246 |
| Detroit Lions          | 3 | 8  | 1 | .273 | 2–8 | 203 | 275 |
| Los Angeles Rams       | 2 | 10 | 0 | .167 | 2–8 | 242 | 315 |

## Championship Game (Jogo do título)
Para definir o título da temporada, a partida foi disputada pelo segundo ano consecutivo entre New York Giants e Baltimore Colts no Memorial Stadium em Baltimore, Maryland no dia 27 de Dezembro de 1959 para 57,545 pessoas. E, novamente, o Baltimore Colts saiu vitorioso por 31 a 16.

## Líderes em estatísticas da Liga
| Estatística                                  | Nome          | Equipe              | Total |
| -------------------------------------------- | ------------- | ------------------- | ----- |
| Passando                                     |               |                     |       |
| Jardas de Passe                              | Johnny Unitas | Baltimore Colts     | 2899  |
| Passes para TD                               | Johnny Unitas | Baltimore Colts     | 32    |
| % de Passes Completos                        | Milt Plum     | Cleveland Browns    | .586  |
| % de Passes Completos                        | Billy Wade    | Los Angeles Rams    | .586  |
| Correndo                                     |               |                     |       |
| Jardas Corridas                              | Jim Brown     | Cleveland Browns    | 1329  |
| Corridas para TD                             | Jim Brown     | Cleveland Browns    | 14    |
| Recebendo                                    |               |                     |       |
| Jardas Recebidas                             | Raymond Berry | Baltimore Colts     | 959   |
| Nº de Recepções                              | Raymond Berry | Baltimore Colts     | 66    |
| Recepções para TD                            | Raymond Berry | Baltimore Colts     | 14    |
| Defesa                                       |               |                     |       |
| Interceptações                               | Milt Davis    | Baltimore Colts     | 7     |
| Interceptações                               | Dean Derby    | Pittsburgh Steelers | 7     |
| Interceptações                               | Don Shinnick  | Baltimore Colts     | 7     |
| Times Especiais                              |               |                     |       |
| Média de Punt                                | Yale Lary     | Detroit Lions       | 47.1  |
| Números coletados do Pro Football Reference. |               |                     |       |

## Prêmios
| Prêmio                                 | Premiado        | Posição   | Franquia          | Ref    |
| -------------------------------------- | --------------- | --------- | ----------------- | ------ |
| AP NFL Treinador do Ano                | Vince Lombardi  | Treinador | Green Bay Packers | [ 12 ] |
| AP NFL Jogador Mais Valioso            | Johnny Unitas   | QB        | Baltimore Colts   | [ 13 ] |
| UPI NFL Most Valuable Player           | Johnny Unitas   | QB        | Baltimore Colts   | [ 14 ] |
| Sporting News NFL Jogador Mais Valioso | Johnny Unitas   | QB        | Baltimore Colts   | [ 15 ] |
| NEA NFL Jogador Mais Valioso           | Charlie Conerly | QB        | New York Giants   | [ 16 ] |

## Treinadores

### Troca de Treinadores
- Green Bay Packers: Ray McLean foi substituído por Vince Lombardi.[17]
- San Francisco 49ers: Frankie Albert foi substituído por Red Hickey.[18]
- Washington Redskins: Joe Kuharich foi substituído por Mike Nixon.[19]

## Mudança de Estádio
- O Chicago Cardinals decidiu não jogar no Comiskey Park nesta temporada e, em vez disso, realizou quatro partidas no Soldier Field e duas no Metropolitan Stadium em Bloomington, Minnesota.[20]

## Biografia
- NFL Record and Fact Book (ISBN 1-932994-36-X)
- NFL History 1931–1940 (Last accessed December 4, 2005)
- Total Football: The Official Encyclopedia of the National Football League (ISBN 0-06-270174-6)